# 随伴表現
リー群のリー環上への随伴表現（ずいはんひょうげん、英: adjoint representation）とは、リー群の元をリー環のある種の線型変換として表したものをいう。

## 定義
{\displaystyle G} をリー群、{\displaystyle {\mathfrak {g}}} をそれに付随するリー代数（ {\displaystyle G} の単位元における接空間）とする。
{\displaystyle g\in G} として {\displaystyle h\in G} に対して {\displaystyle \phi _{g}:G\to G,\,\phi _{g}:h\mapsto ghg^{-1}} を {\displaystyle G} の内部自己同型写像といい、さらに微分 {\displaystyle d(\phi _{g})_{e}=:Ad_{g}:{\mathfrak {g}}\to {\mathfrak {g}}} によって付随するリー代数の同型写像が得られる。
{\displaystyle Ad_{g}} は {\displaystyle {\mathfrak {g}}} の線型写像になっていて、準同型
{\displaystyle Ad:G\to GL({\mathfrak {g}}),\quad g\mapsto Ad_{g}}
をリー群の随伴表現という。

### リー代数の随伴表現
リー群の随伴表現の微分を {\displaystyle ad} で表し、これをリー代数の随伴表現という。